# Hinsdalite
L'hinsdalite è un minerale appartenente al gruppo della beudantite scoperta nel 1910 e descritta nel 1911 in base ad un ritrovamento avvenuto fra i materiali di scarto della miniera di Golden Fleece nei pressi di Lake City, contea di Hinsdale, Colorado, Stati Uniti d'America. Il nome del minerale è stato attribuito in relazione alla contea ove è stato scoperto. È un solfato fosfato idrato di piombo ed alluminio con una piccola quantità di stronzio in sostituzione del piombo.
Questo minerale è l'analogo della corkite contenente alluminio al posto del ferro e l'analogo dell'hidalgoite contenente fosforo al posto dell'arsenico.
L'orpheite in un primo tempo era considerata una specie a sé stante, nel 2010 si è determinato che si tratta di una varietà di hinsdalite ricca di fosforo.

## Morfologia
L'hinsdalite è stata scoperta sotto forma di aggregati granulari spessi un paio di centimetri e come cristalli ben formati fino ad un centimetro. I cristalli sono romboedrici pseudocubici.

## Origine e giacitura
L'hinsdalite è stata trovata in una vena nella roccia vulcanica associata a quarzo, barite, pirite, galena, tetraedrite e rodocrosite.